# Ла-Сотонера
Ла-Сотонера (ісп. La Sotonera) — муніципалітет в Іспанії, у складі автономної спільноти Арагон, у провінції Уеска. Населення — 1075 осіб (2009).
Муніципалітет розташований на відстані близько 330 км на північний схід від Мадрида, 17 км на північний захід від Уески.
На території муніципалітету розташовані такі населені пункти: (дані про населення за 2009 рік)
- Аньєс: 157 осіб
- Болеа: 571 особа
- Ескедас: 78 осіб
- Льєрта: 47 осіб
- Пласенсія-дель-Монте: 98 осіб
- Пуїболеа: 47 осіб
- Кінсано: 63 особи

## Демографія
Динаміка населення (INE ):